# Drapia
Drapia är en ort och kommun i provinsen Vibo Valentia i regionen Kalabrien i Italien. Kommunen hade 2 047 invånare (2017).